# روزنامه ورزشی نود
روزنامه ورزشی نود، یکی از پرتیراژترین روزنامه‌های ورزشی ایران بود  که از ابتدای دهه هشتاد بنیان گذاشته شد و در تهران به چاپ ‌رسید. کامران احمدپور مدیر مسول و صاحب امتیاز این نشریه بود. روزنامه نود در اردیبهشت ۱۳۸۲ متولد شد که سردبیری ارشد آن بر عهده  ناصر احمدپور بود.
همچنین علی حق شناس و مهدی هژبری مدیریت اجرایی این نشریه را بر عهده داشتند.

## آغاز فعالیت
روزنامه نود در زمانی پای به عرصه مطبوعات ورزشی ایران گذاشت که تا پیش از آن خبر ورزشی به سردبیری ناصر احمدپور حاکم بلامنازع رسانه های مکتوب دوران خود بود اما با تغییرات به وجود آمده در روزنامه خبر ورزشی احمدپور تصمیم گرفت این تک صدایی را تغییر دهد و با بنیان نهادن روزنامه نود به همراه جهان فوتبال سه ضلعی نشریات ورزشی عامه پسند، تخصصی و خبری را تشکیل داد. 
سبک ناصر احمدپور که بسیاری از منتقدانش به آن لقب فوتبال فارسی داده بودند منحصر به فرد او بود و در سال اول حضور روزنامه نود در پیشخوان روزنامه فروشی ها توانست جایگاه خود را در میان مخاطبین خود پیدا کند و در سال ۱۳۸۳ عنوان بهترین نشریه ورزشی را از سوی معاونت مطبوعات داخلی وزارت فرهنگ ارشاد تصاحب کند.
البته روزنامه نود در دو فصل متفاوت به حیات خود ادامه داد بعد از بروز اختلافات میان کامران احمدپور صاحب امتیاز و ناصر احمدپور که حواشی فراوانی هم داشت او تصمیم گرفت از روزنامه نود جدا شود و روزنامه البرز ورزشی را تاسیس کند. از اعضای موسس این نشریه می‌توان به محسن فروغی و محمد فروغی اشاره کرد.

## تحریریه نود
ناصر احمدپور به نیروهای جوان و تازه نفس اعتقاد داشت و به همین دلیل تحریریه نود را از خبرنگاران جوان و با تجربه تشکیل داد افرادی چون علی بحرینی،آرش ظلی پور،احسان ظلی پور،علی ایلانلو ،مهرداد فرشیدی،آرش لب جویی، داریوش شهریاری، امیر عباس واسعی، محمد مبین، مهدی حق شناس، مهدی حاجی خانی،محمد حاجی خانی ، مهدی رستم پور،فرزاد حبیب الهی،امید مافی و ... 
سرویس عکس نود از افرادی چون علی کاوه،ابوالفضل امان الله ، رضا علیشیری و محمد برنو تشکیل شد.